# Сорритос
Сорритос (ісп. Zorritos) — столиця провінції Контральміранте-Вільяр у перуанському регіоні Тумбес.

## Географія
Сорритос знаходиться на південний захід від міста Тумбес на березі Тихого океану.

### Клімат
Місто знаходиться у зоні, котра характеризується кліматом тропічних пустель. Найтепліший місяць — березень із середньою температурою 26.7 °C (80.1 °F). Найхолодніший місяць — серпень, із середньою температурою 22.2 °С (72 °F).
| Клімат Сорритоса        | Клімат Сорритоса | Клімат Сорритоса | Клімат Сорритоса | Клімат Сорритоса | Клімат Сорритоса | Клімат Сорритоса | Клімат Сорритоса | Клімат Сорритоса | Клімат Сорритоса | Клімат Сорритоса | Клімат Сорритоса | Клімат Сорритоса | Клімат Сорритоса |
| Показник                | Січ.             | Лют.             | Бер.             | Квіт.            | Трав.            | Черв.            | Лип.             | Серп.            | Вер.             | Жовт.            | Лист.            | Груд.            | Рік              |
| Середній максимум, °C   | 32               | 32,4             | 32,7             | 32,3             | 31,5             | 29,7             | 28,9             | 28,6             | 29,2             | 29,4             | 30,3             | 32               | 30,8             |
| Середня температура, °C | 25,9             | 26,6             | 26,7             | 26,3             | 25,1             | 23,6             | 22,6             | 22,2             | 22,3             | 22,6             | 23,1             | 24,6             | 24,3             |
| Середній мінімум, °C    | 19,6             | 20,3             | 20,2             | 19,9             | 18,9             | 17,6             | 16,6             | 16               | 16,1             | 16,2             | 16,3             | 17,7             | 18               |
| Норма опадів, мм        | 19.8             | 37.9             | 59.5             | 18.3             | 6.9              | 0.6              | 0.6              | 0.6              | 0.5              | 0.6              | 0.6              | 0.6              | 146.5            |
| Днів з опадами          | 7,9              | 9,3              | 8,6              | 6,7              | 3,9              | 3,2              | 3                | 3,2              | 3                | 3,7              | 2,6              | 2,9              | 58               |
| Вологість повітря, %    | 72.4             | 72               | 73               | 73.5             | 74.5             | 75.4             | 77.3             | 77.9             | 77.5             | 75.1             | 73.3             | 72.3             | 74.5             |
| ----------------------- | ---------------- | ---------------- | ---------------- | ---------------- | ---------------- | ---------------- | ---------------- | ---------------- | ---------------- | ---------------- | ---------------- | ---------------- | ---------------- |
| Джерело: Weatherbase    |                  |                  |                  |                  |                  |                  |                  |                  |                  |                  |                  |                  |                  |